# 薩納特魯斯
薩納特魯斯（Sanatruces，約前158年—前69年），安息帝國之王，前75年至前69年在位。
薩納特魯斯於前69年去世，由其子弗拉特斯三世繼位。